# Ретез
Ретез (рум. Rătez) — село у повіті Горж в Румунії. Входить до складу комуни Годінешть.
Село розташоване на відстані 257 км на захід від Бухареста, 28 км на захід від Тиргу-Жіу, 99 км на північний захід від Крайови.

## Населення
За даними перепису населення 2002 року у селі проживали 111 осіб, усі — румуни. Усі жителі села рідною мовою назвали румунську.